# 大正駅 (長崎県)
大正駅（たいしょうえき）は、長崎県雲仙市瑞穂町古部甲にある島原鉄道の駅である。

## 沿革

### 年表
- 1955年（昭和30年）3月9日：島原鉄道線古部駅 - 西郷駅間に開設される。所在地は長崎県南高来郡大正村。
- 2023年（令和5年）10月11日：駅舎が全焼[1]。原因は利用客のたばこの不始末[2]。島原区検察庁は2024年9月20日付で利用客を建造物等失火罪で略式起訴[3]。

## 駅構造
単式ホーム1面1線を有する地上駅。無人駅。木造平屋の駅舎（約21平方メートル）が存在したが、2023年の火災で全焼した。ホーム上にはこのほか、自転車置き場や飲料の自動販売機が設置されている。ホームへは古部方の端から出入りする。

## 利用状況
2018年度の年間乗車人員は9,372人、降車人員は11,014人であった。
近年の年間乗車人員、降車人員の推移は以下の通り。
| 年度               | 年間 乗車人員 | 年間 降車人員 |
| ------------------ | ------------- | ------------- |
| 2000年（平成12年） | 19,200        | 23,243        |
| 2001年（平成13年） | 17,595        | 20,214        |
| 2002年（平成14年） | 19,559        | 21,313        |
| 2003年（平成15年） | 18,073        | 19,869        |
| 2004年（平成16年） | 17,200        | 18,817        |
| 2005年（平成17年） | 16,257        | 17,975        |
| 2006年（平成18年） | 15,822        | 17,557        |
| 2007年（平成19年） | 14,392        | 16,766        |
| 2008年（平成20年） | 13,042        | 13,677        |
| 2009年（平成21年） | 10,010        | 14,797        |
| 2010年（平成22年） | 9,334         | 12,581        |
| 2011年（平成23年） | 11,476        | 14,668        |
| 2012年（平成24年） | 11,744        | 15,213        |
| 2013年（平成25年） | 12,998        | 15,861        |
| 2014年（平成26年） | 13,056        | 15,318        |
| 2015年（平成27年） | 14,045        | 15,907        |
| 2016年（平成28年） | 12,757        | 14,248        |
| 2017年（平成29年） | 11,769        | 12,992        |
| 2018年（平成30年） | 9,372         | 11,014        |

## 駅周辺
北の諫早湾岸に沿って島原鉄道線が通り、南側に並行して国道251号が通る。
- 島原雲仙農業協同組合（JA島原雲仙）瑞穂経済営農センター
- 雲仙市立大正小学校
- 大正漁港
- 島鉄バス大正駅前停留所

## 隣の駅
島原鉄道
■島原鉄道線
古部駅 - 大正駅 - 西郷駅